# Liberonautes latidactylus
Liberonautes latidactylus is een krabbensoort uit de familie van de Potamonautidae. De wetenschappelijke naam van de soort is voor het eerst geldig gepubliceerd in 1903 door De Man.